# Forskaren (byggnad)
Forskaren är en kontorsfastighet i Hagastaden i Stockholm och Solna i Sverige. Den runda byggnaden färdigställdes 2024.

## Historik och användning
Anläggningsarbetena över motorvägstunnlarna i Norra länken och Värtabanans järnvägstunnel inleddes 2020, och byggnaden stod klar 2024. Byggherre var Vectura Fastigheter, entreprenör Zengun och byggnaden ritades av 3XN arkitekter.
Fastigheten inrymmer kontor, laboratorier och utställningslokaler. Den är inrättad att fungera som en internationell mötesplats för aktörer inom livsvetenskap, inklusive tvärvetenskaplig utveckling av medicin och hälsa. Det finns utrymme för omkring 1 700 arbetsplatser.
Forskaren ligger i kvarteret Forskaren, söder om Karolinska universitetssjukhuset och Hagaplan vid Eugeniavägen, öster om Solnavägen, väster om Gävlegatan och norr om Södra Hagaesplanaden.
Tekniska museet har tillsammans med Karolinska Institutet den permanenta utställningen "The Cell" i gatuplanet.
Byggnaden är certifierad inom högsta nivån av LEED Platinum, ett internationellt system för miljöcertifiering av byggnader, och är också WELL-certifierad. Restaurangen Urban Deli har till sitt förfogande örtagårdar på byggnadens tak, där också solceller monterats.
I blickfånget i Forskarens atrium finns en spiraltrappa, som leder från bottenplanet hela vägen upp till det översta våningsplanet. Atriets mest centrala utsmyckning är det tolv meter höga konstverket Livsåren med 27 000 lysdioder, vilka avses återspegla rörelse och energi i byggnaden. Konstverket har konstruerats av designstudion Yoke, i samarbete med Vectura Fastigheter och arkitektbyrån 3XN.

## Årets Stockholmsbyggnad 2025
Forskaren utsågs 2025 till Årets Stockholmsbyggnad. Juryns motivering/kommentar:
| ” | Forskaren tar en självklar plats i Hagastaden genom sin utformning och placering. En tydlig signalbyggnad trots relativt liten skala i relation till den omgivande kontexten. Byggnaden bjuder in genom en öppen bottenvåning. | „ |

## Bildgalleri

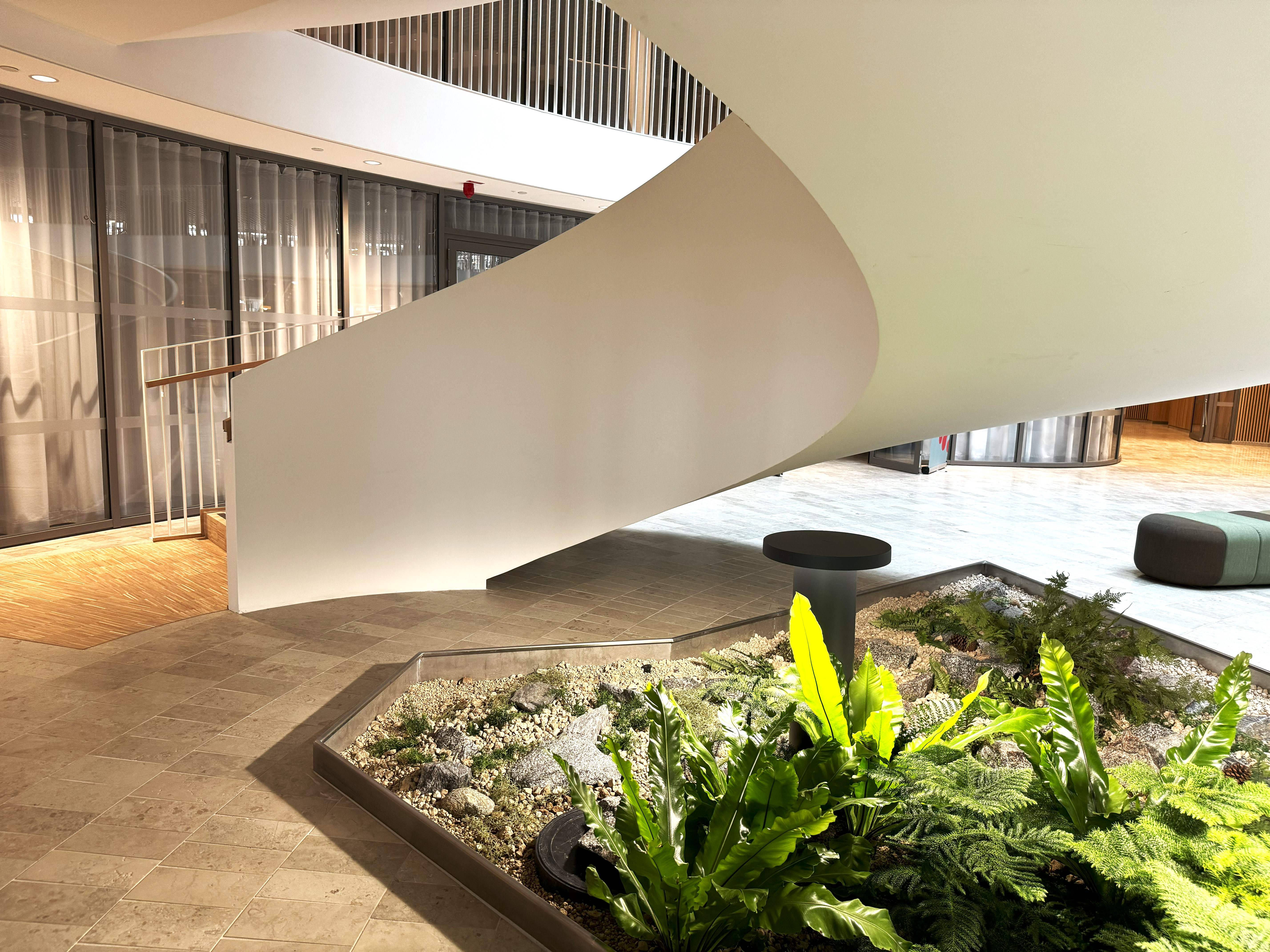
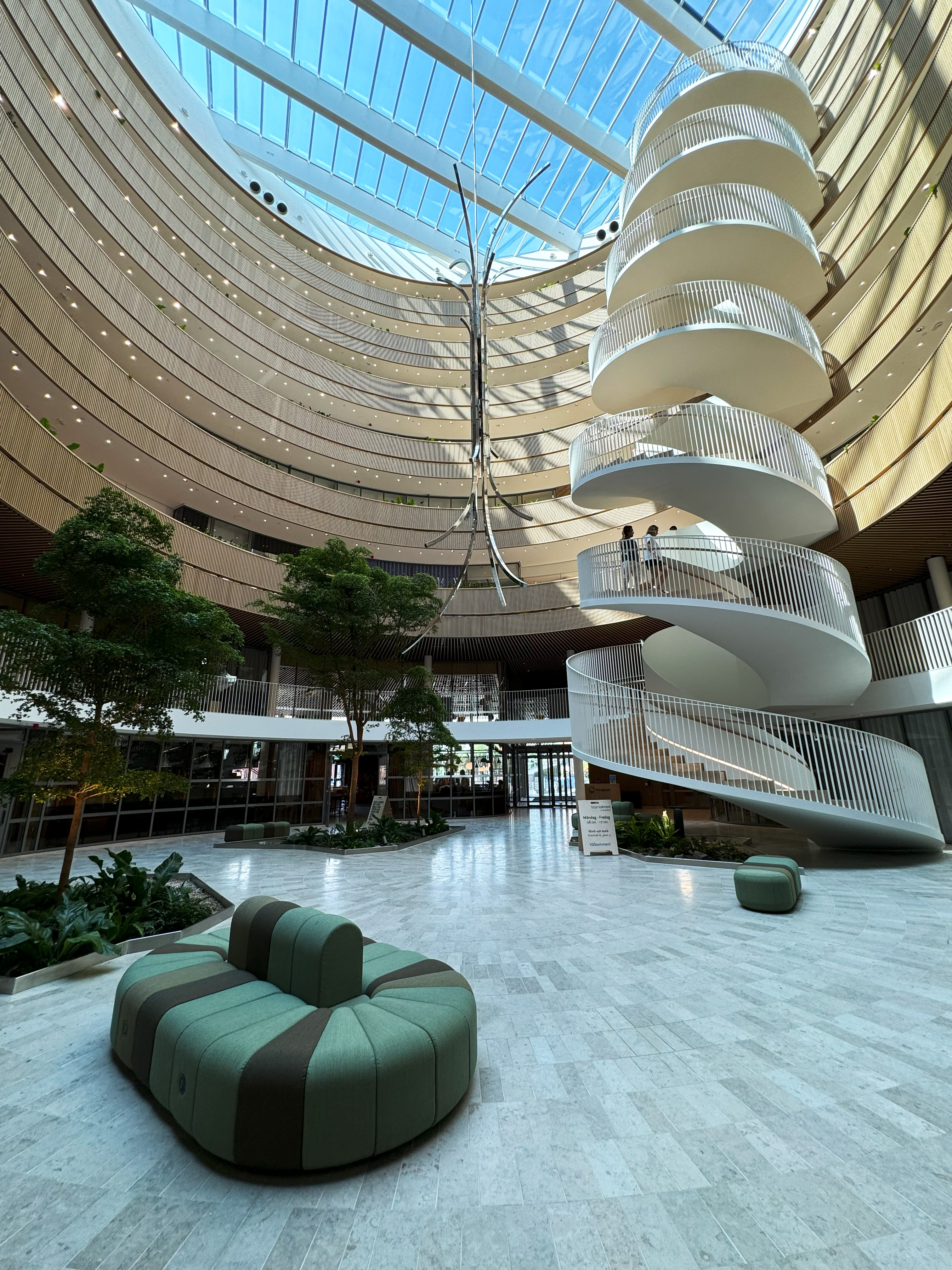
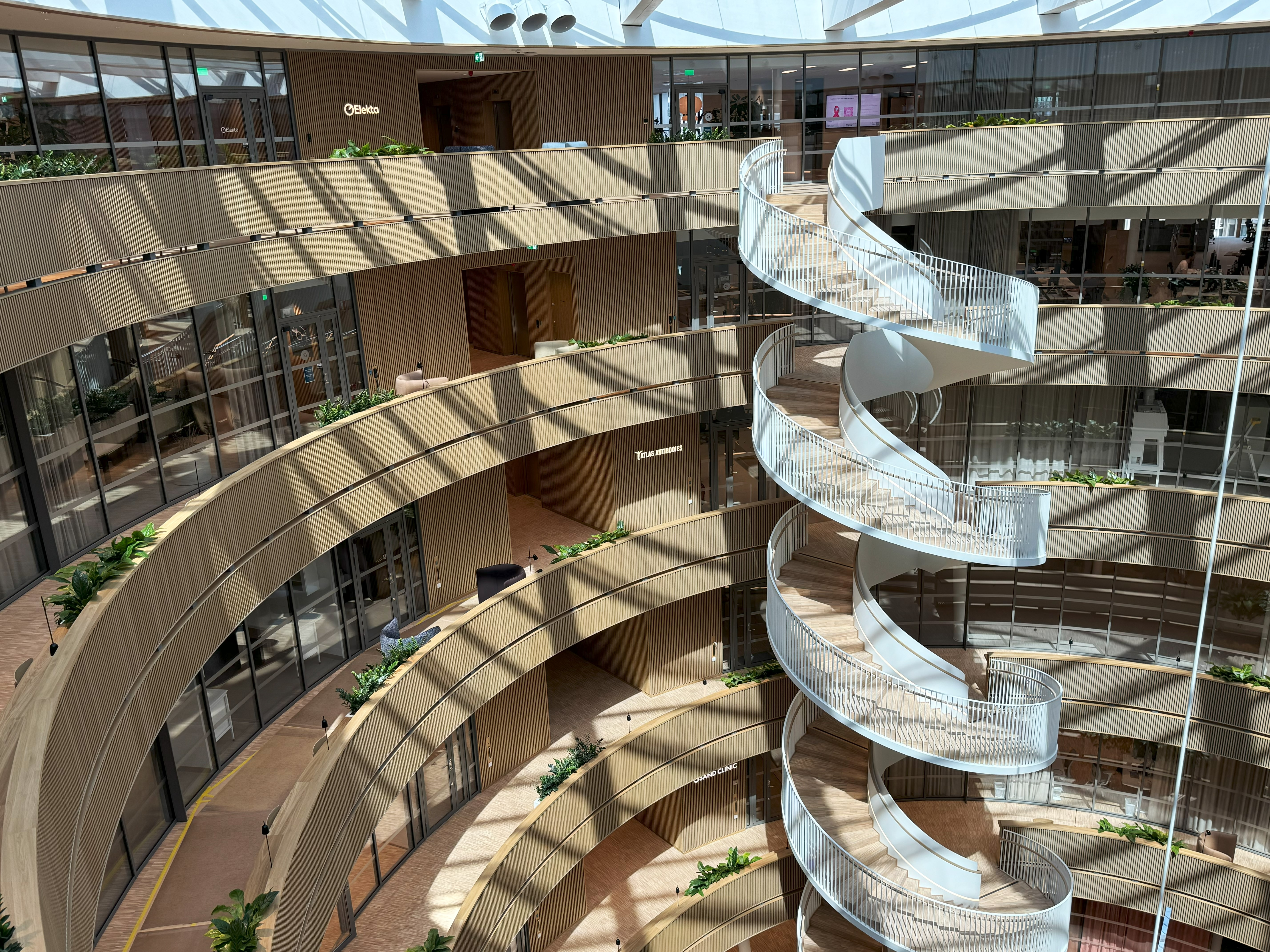
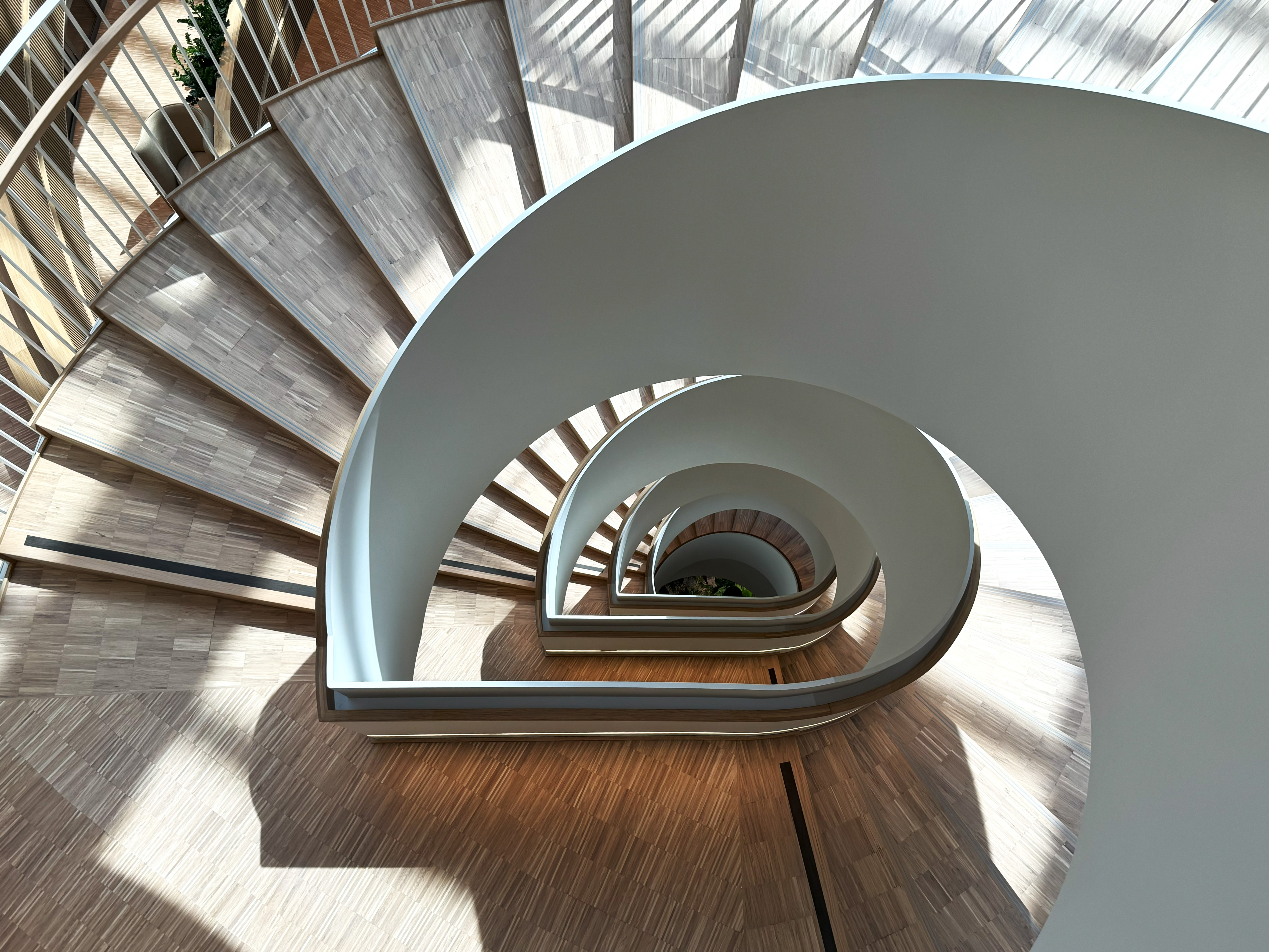
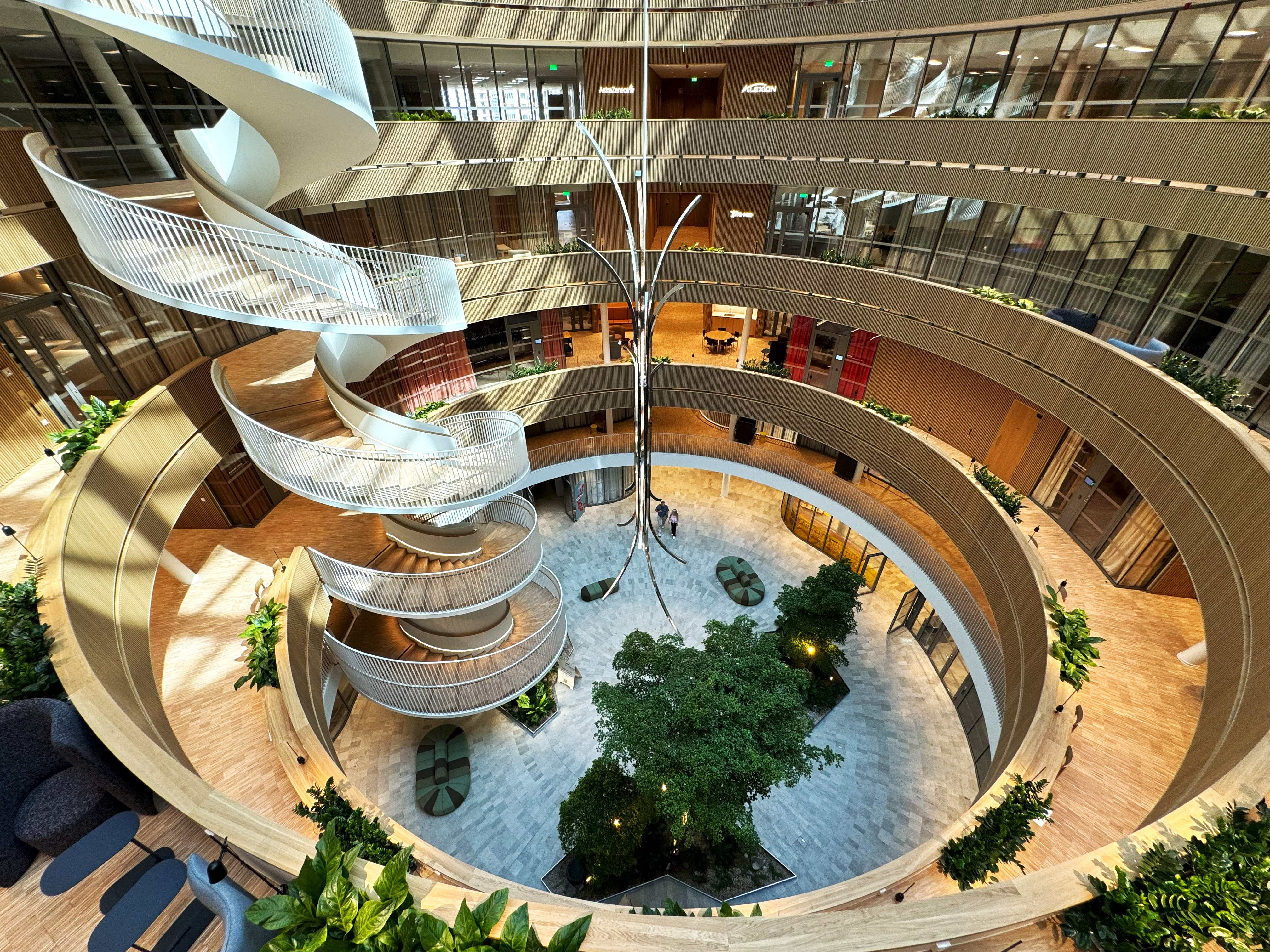
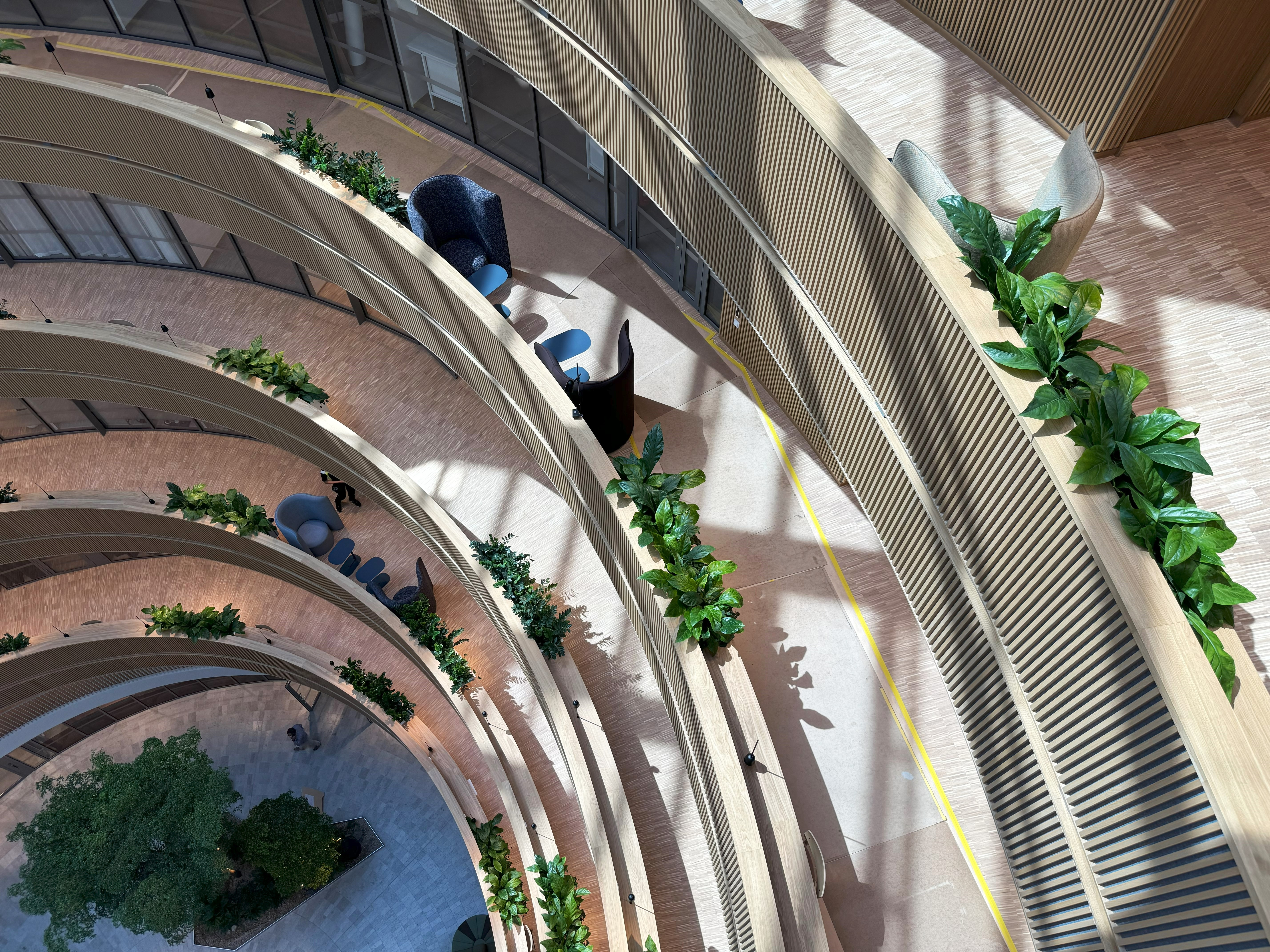